# Новоселецькі (герб)
Новоселецькі (пол. Nowosielecki) – шляхетський герб, різновид герба Наленч.

## Опис герба
В червоному полі не пов'язано срібна пов'язка в коло кінцями до низу, на якій срібна стрілка.
Клейнод: п'ять пір'їн страусів.
Намет: червоний, підбитий сріблом.

## Найбільш ранні згадки
Герб отримала родина з придомком Чечель, яка осіла у XVI столітті на Волині.

## Роди
Новоселецькі (Nowosielecki).